# Lecanodiaspis cremastogastri
Lecanodiaspis cremastogastri är en insektsart som först beskrevs av Takahashi 1929.  Lecanodiaspis cremastogastri ingår i släktet Lecanodiaspis och familjen Lecanodiaspididae. Inga underarter finns listade i Catalogue of Life.